# 地球防衛家のヒトビト
『地球防衛家のヒトビト』（ちきゅうぼうえいけのヒトビト）は、しりあがり寿が朝日新聞の夕刊に連載している4コマ漫画。砂川しげひさの『ワガハイ』（旧『Mr.ボォ』）に代わって、2002年4月1日より朝日新聞・夕刊に連載されている。

## 概要
朝刊でいしいひさいちが担当する『ののちゃん』と異なり、日常よくある情けないエピソードや、話題の政治問題や芸能問題など、幅広い分野を取り上げて笑いを作り出す漫画である。例えば、「靖国問題」や「フセイン問題」、「楽天による東京放送ホールディングス株買収問題」「東日本大震災」「嫌韓デモ」「デング熱」「拉致問題」「エコポイント」「核問題」「SARS問題」「野々村元議員の号泣」「AKB48大活躍」「北京五輪」「中国の期限切れ肉問題」などの話題が取り上げられた。
被災地支援チーム「SAVE IWATE」のシンボルキャラクターにも選ばれた。

## 登場人物
主人公は自称「地球防衛家」の家族。一応いつでも地球の安全を守るために出動できるように（カバーオール姿で首にはマフラーを締め、更にグローブとブーツなど）ヒーローのような服装をしており、時折、出動しようとする場面もあるが、普段はそれらしい行動をしているようには余り見えない。しかし東日本大震災では「出動中」として被災地へ赴いて救援ボランティア活動を行う内容の連作が掲載された。首相などの実在人物や一部のロボット以外、登場人物には名前のついたキャラクターがいない。
キャラクター名のカッコ内の表記は、単行本での表記。
父親（トーサン）
髪が少なく、頭が長く、鼻が長い男性。サラリーマンで、会社に勤めている。キャラクターとしての名前は無いものの、社内では「オヤジくん」または「オヤジさん」と呼ばれている。ちょっとおっちょこちょいな性格。ラーメンが好き。また、阪神タイガースの大ファンである。かなりのパンダ好きで「パンダちゃん」と呼ぶほど。仲間とバンドを結成したがその後の様子は不明。
母親（カーサン）
少し太めの感じで顔にしわがあり胸が大きい女性。「〜だよ」や「〜じゃないよ」といった言葉で喋るがたまに「〜だろ」といった言葉で喋り、座るときは胡座をかいている。家では主婦をしていて、近所のおばさんたちとよく立ち話をする。たまに変なアイテムを発明する。
長女（ムスメ）
金色の髪の女性。娘とは言え、すでに成人し、現在はOLとして会社で働いている。いまどきの若者である。連載が始まってから2004年あたりまではヒーローが去る時の「とおっ！」をやっていた。
長男（ムスコ）
長女の弟で家族の中で最年少の男の子。見た目は幼く、まだまだ子供なのだが、実は世の中のことをきちんと知っているしっかり者。シイタケが嫌いで花粉症。2015年あたりの連載からタッチパネル式の携帯電話を持つようになった。
蛙（カエル）
時事ネタを読んでつぶやく蛙。体は人間の姿をしている。テレビを見たり布団で寝たりタバコを吸ったりなど人間のようなことをする。年に数回登場する。冬は冬眠するため、冬の出来事は春になって冬眠中にたまった新聞を読んで知る。
喫茶（キッサ）店のマスター
少し太めの感じで髪が無く顔が丸い男性。父親の知り合いで、店は客が全然来ない。
喫茶（キッサ）店の客
眼鏡をかけていて顔にしわがある男性。父親とマスターの知人。2006年9月16日の連載では、「悠（ひさ）」と言う名前だが定かではない。
長女（ムスメ）の同僚
顔の形が独特で髪が少ない男性。長女の後輩（時々、長女を先輩と呼ぶことから。）。よく同僚である長女と行動することが多く「うらなり君」とも呼ばれている。すごい雨男。東京大学法学部出身だが職場では全然使えないらしい。独身でバレンタインデーでチョコレートをもらえない。
長女（ムスメ）の上司
課長。髪が少なく、頭が四角い男性。眼鏡をかけている。長女とその同僚に振り回されることがしばしばある。家族（妻と子）がいる。
長男（ムスコ）の同級生
眼鏡をかけていて真面目風。いつも長男とどこかの土手で横になって最近の世界の様子を語っている。2004年12月2日の連載では、「カズオ」と言う名前だが定かではない。
長男（ムスコ）の教師
顔の形が父親に似ていて坊主頭。初期のころでは、顔の形が異なっていたが、2003年以降から現在の形に統一した。
スーパーテルテルボーズマン
2014年6月26日の連載から登場。母親が作ったテルテル坊主型ロボット。雨を憎んでいて、嫌っている。晴らそうとすると晴れず、かえって雨を降らしてしまう。梅雨時には、雨を止めると体力を消費する。物事を悪いほうに取るタイプで気を使うタイプ。初期ではカタヤマサエモンノジョウタメトキの膝の上に座っている。2015年6月25日の連載で再登場したときは、自分をネットにつないだ。
カタヤマサエモンノジョウタメトキ
2014年7月9日の連載から登場。母親が家を守るために作った侍型ロボットだが、漢字変換ができずセリフはいつもカタカナ表示。2015年6月25日の連載で再登場したときは、漢字やひらがなまで表示していた。しかし、2015年8月29日の連載ではカタカナ表示に戻った。いざというとき「スーパーサムライ」に変身できる機能がついている。また、かき氷を食べると人の何倍も頭がキーンとなる。熟女タブレットに好意を抱いている。
熟女タブレット
2014年7月26日の連載から登場。母親が作ったタブレット型ロボット。画面が顔でキャビネットの左右はに手で下は足。Wi-Fiの届かない場所が苦手。

## 連載紙
朝日新聞の夕刊（月曜 - 土曜。祝日で発行が休みになることもある）の、最終面の前ページ、左上部に掲載されている。2019年3月までは夕刊発行がない（統合版）地域においては、前日の掲載作が最終面の3面前のページに掲載されていた（日によってはそれより後のページになっていた）。
2013年4月、掲載位置が最終面一つ前のページ、かつ右上部に移動した。
現在は、最終面から3ページに掲載している。
いずれも連載紙のページ数や位置が異なる。

## 定番のネタ
- 毎年受験シーズンが始まる頃（大学入試センター試験直前）、父親と母親がコタツに向かい合って座っているだけで終わる「受験生のためのオチのない4コマ」が掲載される。父親と母親のパターンは掲載によって異なる。

## 単行本と関連本
| タイトル                  | 発売年 | ISBN              | 出版社           | 備考                                                                                                 |
| ------------------------- | ------ | ----------------- | ---------------- | --- |
| 『地球防衛家のヒトビト』  | 2004年 | (ISBN 4022579242) | 朝日新聞社       | 2002年4月から 2003年3月31日分まで収録。                                                              |
| 『地球防衛家のヒトビト2』 | 2006年 | (ISBN 4022501715) | 朝日新聞社       | 2004年4月から 2005年12月分まで収録。                                                                 |
| 『地球防衛家のヒトビト3』 | 2007年 | (ISBN 4022502754) | 朝日新聞社       | 2006年1月から12月分まで収録。 上記の2冊と違い、 4コマが1ページ2つだったのが 1ページ1つになっている。 |
| 『あの日からのマンガ』    | 2011年 | (ISBN 4047274747) | エンターブレイン | 東日本大震災をテーマにした 連載が収録されている。                                                    |
| 『あの日からの憂鬱』      | 2015年 | (ISBN 4047302406) | エンターブレイン | 東日本大震災をテーマにした 連載が収録されている。                                                    |